# Satoshi Urushihara
うるし原・智志
Satoshi Urushihara (うるし原 智志, Urushihara Satoshi) est un animateur (cinéma d'animation), Chara-Designer, illustrateur et mangaka japonais né le 9 février 1966  dans la préfecture de Hiroshima, au Japon.
Il est principalement connu pour son trait bien personnel et ses dessins érotiques (nus féminins ou représentations suggestives). Outre les artbooks, son travail est à l'origine d'anime tels que Plastic Little et Legend of Lemnear, ainsi que du graphisme de jeux vidéo (les RPG Langrisser et Growlanser).

## Biographie
À la suite de son travail d'animateur sur Legend of Lemnear, on[Qui ?] lui propose d'adapter l'histoire en manga. C'est ainsi qu'il devient mangaka.
- Invité lors de  Japan Expo Sud 2010

## Œuvre

### Mangas
- 2004 - Front Innocent
- 2000 - Dark Crimson
- 1995 - Chirality
- 1994 - Plastic Little (dessin)
- 1991 - Legend of Lemnear
- Eidoron Shadow (dit Eidron Shadow en Allemagne)
- Ragnarock City
- Ryoujoku (dit aussi Love Intermission)

### Artbooks
- Lady Innocent
- Cell Works
- Venus
- Plastic Little
- Langrisser Complete I-III
- Love Naked Dance (aka Love)
- U: Collection
- Visual Works: Front Innocent VOL. 1
- Phi (Φ)
- Sigma (Σ)

### Animation
- 2007 - Ikki Tousen Dragon Destiny (animation de l'ending)
- 2007 - Genshiken 2[2] (animation de l'opening)
- 2004 - Front Innocent
- 1994 - Plastic Little
- 1990 - Les Chroniques de la guerre de Lodoss (directeur de l'animation)
- 1989 - Legend of Lemnear (chara-designer et directeur de l'animation)
- 1988
  - Akira (animateur clé)
  - Gunbuster (directeur de l'animation)
  - Crying Freeman OAV 3 et 4 (chara-designer)
- 1987 - Bubblegum Crisis OAV 7 (chara-designer et directeur de l'animation)
- Growlanser IV: Wayfarer of the Time

### Jeux vidéo
- Saga Langrisser
- Saga Growlanser
- Cybernator

### Autres
- Satoshi Urushihara Posterbox
- G.I. Joe
- Transformers_series
- Couvertures du magazine Tenma